# Sonate K. 20
Pour les articles homonymes, voir K20.
Pour un article plus général, voir Essercizi per gravicembalo.
La sonate K. 20 (F.536/L.375) en mi majeur est une œuvre pour clavier du compositeur italien Domenico Scarlatti. C'est la vingtième sonate du seul recueil publié du vivant de l'auteur, les Essercizi per gravicembalo (1738), qui contient trente numéros.

## Présentation
La sonate K. 20, en mi majeur, est notée Presto. Elle porte parfois le titre de Capriccio, telle l'édition de Tausig (présentée Vivace) ou Paderewski (1901).

## Édition et manuscrit
L'œuvre est imprimée dans le recueil des Essercizi per gravicembalo publié sans doute à Londres en 1738. Un manuscrit se trouve à Barcelone, Orfeó Catalá (E-OC) no 28.

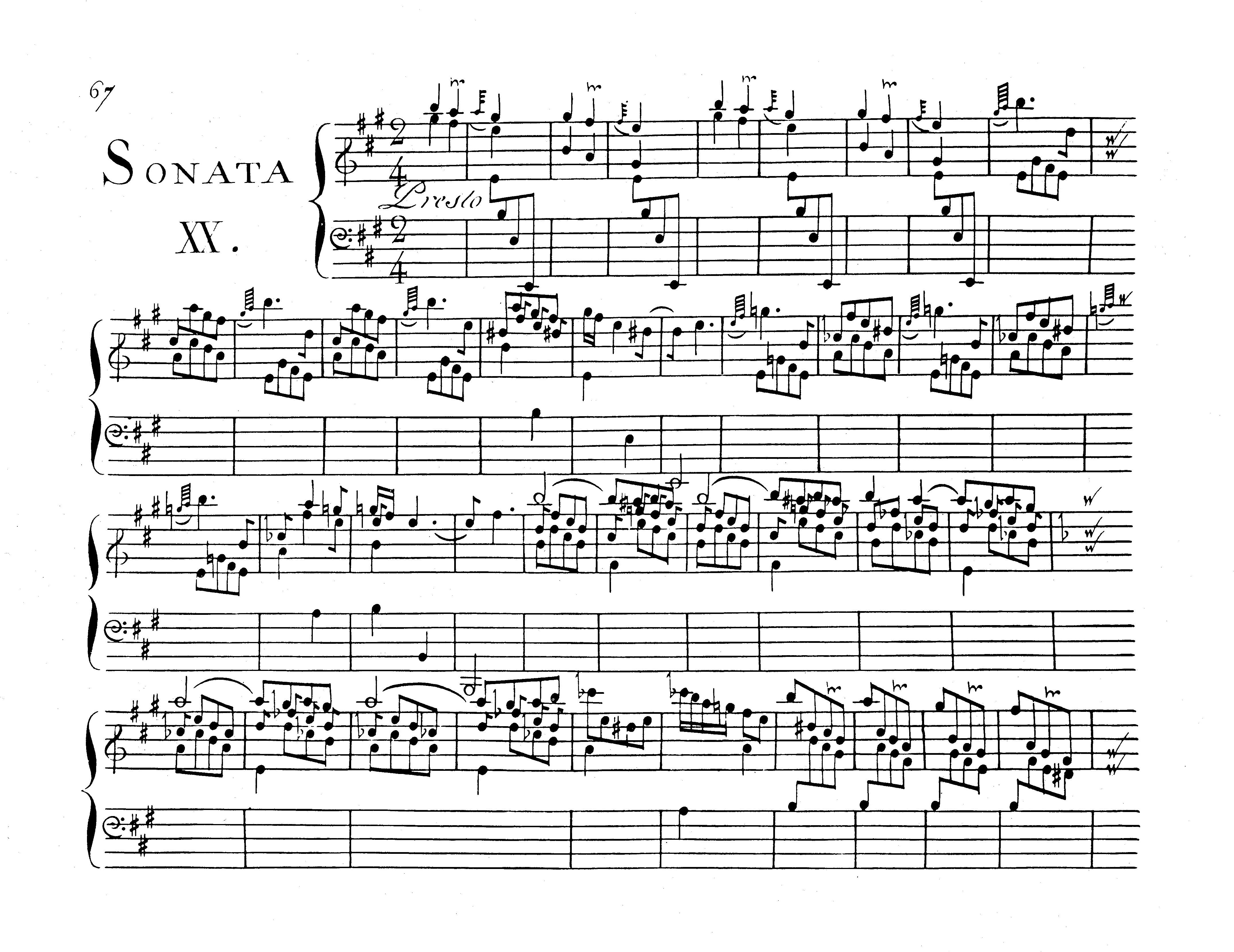
Édition Londres, 1738.
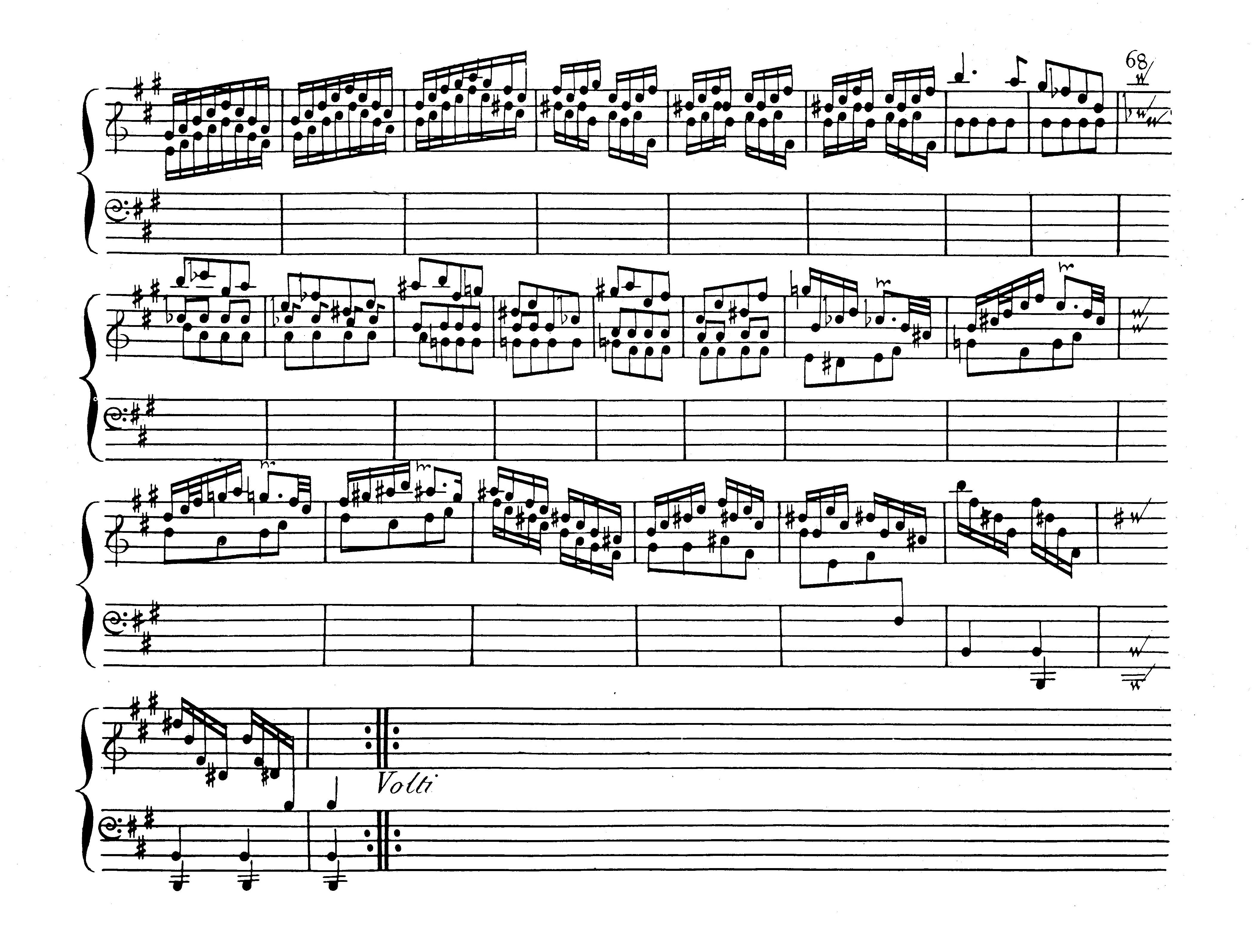
Londres, 1738 (page 2).
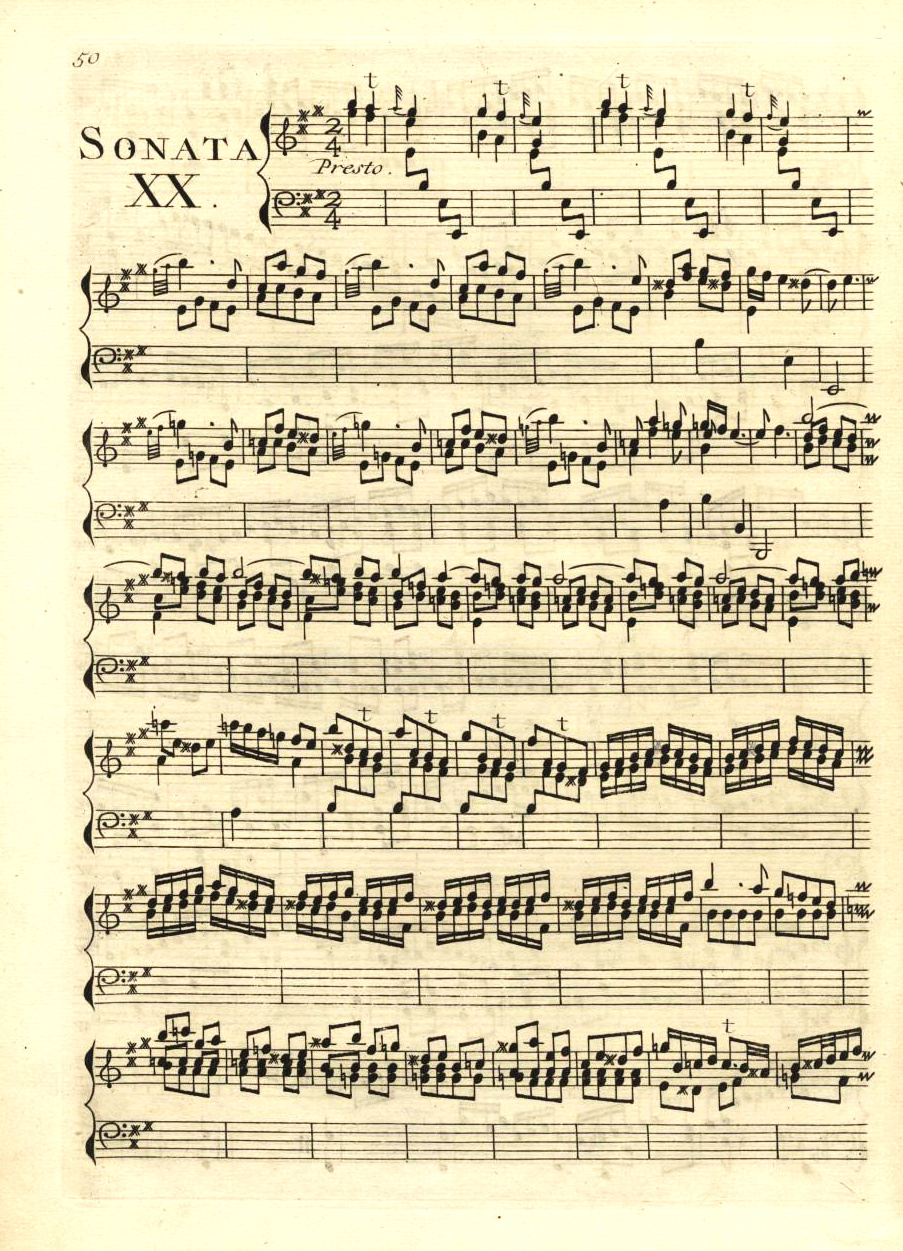
Édition Amsterdam, 1742.

## Arrangement et transcription
Carl Tausig en a effectué un arrangement et le jeune Dmitri Chostakovitch en a réalisé une transcription pour vents en 1928 − avec la sonate K. 9 − constituant son opus 17.

## Interprètes
La sonate K. 20 est défendue : 
- au piano, notamment par Benno Moiseiwitsch (1919 ; 1927, HMV) dans l'arrangement de Carl Tausig ; Vladimir Horowitz, arr. Tausig (1928, RCA), Alexander Brailowsky dans le même arrangement (1938, HMV/APR), Monique de La Bruchollerie (1950, Melo Classic), Maria Tipo (1956, Vox et 1987, EMI), Nina Milkina (1973, Pye Records), Danièle Dechenne (nl) (1979, Musical Heritage Society), Suzanne Husson (1986, Fonè Records), Ivo Pogorelich (1992, DG), Alexis Weissenberg (1985, DG), Valerie Tryon (2000, APR), Nikolaï Demidenko (2003, AGPL), Christian Ihle Hadland (2018, Simax), Carlo Grante (2009, Music & Arts, vol. 1), Andrew Tyson, dans l'arrangement de Carl Tausig (2019, Alpha) et Andrea Molteni (2021, Piano Classics) ;
- au clavecin par Wanda Landowska (1934), Huguette Dreyfus (1967, Valois), Scott Ross (1976, Still et 1985, Erato)[3], Laura Alvini (Nuova Era), Joseph Payne (1990, BIS), Władysław Kłosiewicz (1997, CD Accord), Ottavio Dantone (2002, Stradivarius, vol. 8), Ottavio Dantone (Stradivarius), Richard Lester (2004, Nimbus, vol. 1), Pieter-Jan Belder (Brilliant Classics), Kenneth Weiss (2007, Satirino) et Hank Knox (2021, Leaf Music).

Agnès Gillieron (Calliope), la joue sur un piano-forte, copie d’Anton Walter de 1785.

## Sources
: document utilisé comme source pour la rédaction de cet article.
- Ralph Kirkpatrick (trad. de l'anglais par Dennis Collins), Domenico Scarlatti, Paris, Lattès, coll. « Musique et Musiciens », 1982 (1re éd. 1953 (en)), 493 p. (ISBN 978-2-7096-0118-4, OCLC 954954205, BNF 34689181).
- Alain de Chambure, « Domenico Scarlatti : Intégrale des sonates — Scott Ross », Erato (2564-62092-2), 1985 (OCLC 891183737) .
- (it) Águeda Pedrero-Encabo (trad. de l'espagnol par Francesco Paolo Russo), « Una nuova fonte degli «Essercizi» di Domenico Scarlatti: il manoscritto Orfeó Catalá (E-OC) », Fonti Musicali Italiane, no 17,‎ 2012, p. 151–173 (présentation en ligne).